# ザ・カルチャータイム
ザ・カルチャータイムは、フジテレビ製作のバラエティ番組『めちゃ²イケてるッ!』のコーナーである。

## 概要
矢部浩之扮するMr.ヤベッチ（ニューヨーク在住の資産家）が、岡村隆史やアシスタントが出題する流行ワードに答えていくはずが、彼の口から出るのは珍妙な回答ばかり（例えば「アンディ・ウォーホル」を「アンディ・フグ」と混同するなど）。流行事には無関心な矢部のキャラクターを逆手に取り、長寿人気を誇った。BGMは「Hard Work for Blow Job」BLACK BOTTOM BRASS BAND。
アシスタントは第42回までは「スギウラッチ」こと杉浦広子（現・高木広子）アナウンサーが、退職後に放送された第43回以降は三田友梨佳アナウンサーが務める。

## フォーマット
- タイトルコールの後、ニュース番組風のスタジオを映す。ニュースキャスターの衣装に身を固め、キャスターデスクに座った岡村およびアシスタントが挨拶。その後、岡村の呼びかけでMr.ヤベッチへ中継を繋ぐ。Mr.ヤベッチが挨拶代わりのトークやコント。
- アシスタントがテーマとなる流行ワードを読み上げ、Mr.ヤベッチが解説。岡村およびアシスタントが随時質問を入れながら進行。
- Mr.ヤベッチがオチをいうと岡村がデスクにあるボタンを大きく叩いて強制的に中継を切断、「ハイありがとうございました！」。岡村およびアシスタントが感想を述べた後にエンディング。
  - Mr.ヤベッチのセットとニュース番組風のセットは別のスタジオではなく一緒のスタジオで撮影してるため、中継を切ったにもかかわらず、Mr.ヤベッチの声がスタジオに聞こえてくることもある。何回か中継を再開したりする事がしばしばあった。
- 2018年の72時間ホンネの旅にてMr.ヤベッチが復活した。

## カルチャー用語
正解についてはカルチャー用語のリンクを参照。
| 放送日・中継先                           | 回 | カルチャー用語                 | Mr.ヤベッチの答え |
| ---------------------------------------- | -- | ------------------------------ | --- |
| 1997年2月22日 ニューヨーク               | 1  | ウィンドウズ95                 | 今は1997年（当時）なのに「95」だから「2年落ちやな。古いっちゅう話や!」と解答。 |
| 1997年2月22日 ニューヨーク               | 2  | ジャミロクワイ                 | 「アマゾン寄りのジャングルっぽい所にいる爬虫類色が強い動物」と解答。さらに「クワイ」をより強調していた。 |
| 1997年2月22日 ニューヨーク               | 3  | プラダ                         | 最初「プラザ」と勘違いし一旦終了される。 2回目では「厄介な問題」と解答。さらに英語調に「プラドゥ!」と発音しどアップで終了。 |
| 1997年2月22日 ニューヨーク               | 4  | オレンジ共済                   | Mr.ヤベッチも犠牲になった「てんやわんや事件」らしい。 |
| 1997年5月10日 ニューヨーク               | 5  | エビータ                       | 登場時に岡村に「どの指隠してると思う？」を出題(答え：右手の人差し指)。 かなり悩んだ揚げ句「ビータビタ」「一緒に暮らしてきた。みたいな」とボケ解答。 |
| 1997年5月10日 ニューヨーク               | 6  | なし                           | 登場時に「グワシ!!」のポーズを取り即終了。登場時間は最短の10秒。 |
| 1997年5月10日 ニューヨーク               | 7  | エスプレッソ                   | 生意気にも葉巻を吸いながら登場。 「最近の人達がすごく興味がある映画」と解答。 |
| 1997年5月10日 ニューヨーク               | 8  | ダブルクリック                 | ウィスキーを一気飲みしながら登場。ビンが口から抜けなくなる。 パソコン関係まではわかったものの、家族から「浩之クリックしといて」と言われた(?)ことを告白。 さらにスタッフから「その（クリックするのに）手に持ってるのは何？」と聞かれ「（パソコンの）リモコンですよ」と解答。 |
| 1997年5月31日 ロサンゼルス （休暇中）    | 9  | ブラピ                         | 「世の中を変えてしまった女性に人気のあるブランド」と解答。 |
| 1997年5月31日 ロサンゼルス （休暇中）    | 10 | 動燃                           | 「鑑真と友達の、仏教を支配したお坊さん」とボケ解答。 |
| 1997年5月31日 ロサンゼルス （休暇中）    | 11 | スヴェルト（ボディケア化粧品） | 「生理来ないのならスヴェルト買ってこいよ」と解答。（妊娠検査薬?） 番組の最後には「スヴェルトを飲むと酔い止めになる」と解答した。 |
| 1997年6月21日 ロサンゼルス （休暇中）    | 12 | カヒミ・カリィ                 | カヒミ・カリィの職業を「陸上選手」と解答。 その後「女優」と答えるもスタッフから「どんな映画に出てる？」と聞かれ「ランボー」とボケ解答。 |
| 1997年6月21日 ロサンゼルス （休暇中）    | 13 | 香港返還                       | 香港返還について「腹だたしい」「何で返さなアカンねん!」と解答。最後に手の指を蛇みたいにくねらせて終了。また自分の誕生日がペレと同じであると発言。 |
| 1997年7月12日 ロサンゼルス （休暇中）    | 14 | なし                           | 指ぬき（指の隙間に鉛筆の先を高速で動かす技）を披露するも、小指に突き刺し失敗。 |
| 1997年7月12日 ロサンゼルス （休暇中）    | 15 | アンディ・ウォーホル           | アンディ・フグと混同。 |
| 1997年8月16日 ロサンゼルス （夏休み中）  | 16 | ミルフィーユ                   | お菓子という方向性は合っていたが「抹茶（アイス？）」と答え不正解。さらに「ホップクリーム」がついていると発言。 |
| 1997年8月16日 ロサンゼルス （夏休み中）  | 17 | エピ                           | 「お台場のフジテレビにある女性が使うのに付いてるやつ」と解答したが、途中でそれが「ビデ」と気づき自滅。 |
| 1997年8月30日 ロサンゼルス （夏休み中）  | 18 | 失楽園                         | 「西麻布の失楽園で上カルビを食った」と解答。 その後それが映画であることを説明するも、主演俳優を「黒木瞳と別府さん」とボケ解答。 |
| 1997年10月25日 ロサンゼルス （夏休み中） | 19 | 官官接待                       | 「悪い接待」という方向性は合っていたが、「官房長官をそれより下の政治家が接待することや。例えばノック師匠とか」と解答。 |
| 1997年11月22日 イギリス（留学中）        | 20 | ヤン・デ・ボン                 | 岡村冒頭で「MOON CHILD」と言って登場。 Mr.ヤベッチ「ヤン・デ・ボンめっさ食べたで」「人ではないのよ。人なのよ」と大ボケ解答。その原因は「寝起きやから」 |
| 1997年11月22日 イギリス（留学中）        | 21 | パワーザウルス                 | 岡村冒頭で「エレファントカシマシ」と言って登場。 視聴者からの手紙が登場。「Mr.ヤベッチのやってることはマー坊とかぶってる」と書かれていたため、ヤベッチベコベコにヘコむ。 最後はストレートに「恐竜！」と解答。この時からマー坊を番組内でケチョンケチョンにする計画があった。 |
| 1997年12月6日 イギリス（留学中）         | 22 | ELT                            | 岡村冒頭で「DA PUMP」と言って登場。 歌手であることは知っていたが、前述の岡村の発言を引きずったのか「Feelin good～」（DA PUMPの曲）と歌ってしまい不正解。 |
| 1997年12月6日 イギリス（留学中）         | 23 | アナ・スイ                     | 「肌水」と勘違い。 |
| 1998年3月7日 インド（修行中）            | 24 | ガングロ                       | 岡村冒頭で「ポケットビスケッツ」と言って登場。 「車の車体の色の一種」と解答。さらに解答中にゲップをする。 |
| 1998年4月18日 インド（修行中）           | 25 | ダディ（予定）                 | Mr.ヤベッチ、頭に矢を刺した状態で登場。それが影響して初の解説中止。 |
| 1998年4月25日 インド（修行中）           | 26 | ロズウェル                     | 「UFOが落ちてきた町の名前」であることは知っていたが、「未確認（飛行物体）」を「非確認」と答えてしまいヤベッチ「最悪や俺!」 |
| 1998年5月16日 インド（修行中）           | 27 | フェイクファー                 | 岡村冒頭で「さかともえり」と言って登場。Mr.ヤベッチ、猿を連れて登場。 「俺が使ってるのはフェイクファーではなく8×4の方や」と解答。（デオドラント？） |
| 1998年9月19日 ハワイ（中免合宿中）       | 28 | バイアグラ                     | 「サウザン・和風・バイアグラ（ドレッシング?）」「避妊（薬）やなくて、ニンニキニン」と大ボケ解答。最後はあぐらをかいて「ヤベアグラ」 |
| 1998年10月31日 ハワイ（中免合宿中）      | 29 | カベルネ・ソーヴィニヨン       | 最初「カベルネ」を「しばれるね～」と大ボケ解答。さらに「渡辺徹の『約束』」という全く無関係な話をし岡村を激怒させる。 |
| 1998年11月14日 ハワイ（中免合宿中）      | 30 | ミーシャ                       | 岡村冒頭で「バルデラマ」と言って登場。ヤベッチ登場時に豚の手袋をつけてアップにするドッキリで登場。 MISIAが歌手であることは知っていたが、岡村とスギウラッチがしつこくデビュー曲を歌うよう迫ってくることに対してヤベッチキレる。最後ヤベッチがカメラを動かして岡村とスギウラッチを強引に見切れさせたため強制終了。                                                                          |
| 1998年11月21日 中国（視察中）            | 31 | ラブゲッティー                 | Mr.ヤベッチ「自転車でどこまで止まれるんだ大会（荒予選）」を紹介。 最初「スパゲッティ」と勘違い。最後手でハトの動きをして終了。 |
| 1999年1月16日 中国（視察中）             | 32 | スガシカオ                     | Mr.ヤベッチ、KONISHIKIのお面をかぶって葉巻を吸って登場。 「渋谷のハチ公前の出店で売ってるTシャツ『メンズ・スガシカオ』」と大ボケ解答。 |
| 1999年1月23日 中国（視察中）             | 33 | 金融ビッグバン                 | 岡村・スギウラッチ、お面をかぶって登場しヤベッチキレる。 「金曜日に食べるビッグマック」と大ボケ解答。 |
| 1999年4月24日 （新生児変装中）           | 34 | なし                           | Mr.ヤベッチ、スギウラッチができちゃった結婚ということで新生児に変装して登場。しかしそのことでスギウラッチが前年の27時間テレビを欠席した理由は「自宅でエロコーナーをしていたから」という疑惑が浮上。 |
| 1999年5月15日 タイ（潜伏中）             | 35 | キャメロン・ディアス           | ハリウッドスターであることまでは知っていたが、誰かは分からず「あっちとこっちならあっちの方やな?」と迷った挙げ句、最後「あっちこっち丁稚」と解答し岡村「関西の人しか分かんないよ」と激怒。 |
| 1999年5月22日 タイ（潜伏中）             | 36 | ウルトラマリン                 | Mr.ヤベッチ、キャラクターランキングで爆裂お父さん・こにし副部長を押さえて1位に輝いたことを公表したが、ベスト10以内の総合ポイントで岡村に3倍の差を付けられていることと「ナイナイは岡村さんで持っている」というスギウラッチの発言にキレる。 香水であることに気づいて香水をつけた時の仕草をしたのは良かったが、その後宮川大助・花子のネタをやったため岡村激怒「精神状態おかしなってるわ!」。 |
| 1999年5月29日 エジプト（発掘中）         | 37 | バーキン                       | 岡村、浜村淳のまねでヤベッチを紹介。 「映画『ジョーズ』のテーマ曲（ジョーズ出現のBGM）」と解答。岡村・スギウラッチ震え上がる。 |
| 1999年7月10日 エジプト（発掘中）         | 38 | IOC疑惑                        | 答えを考えている際にカメラが全身に映るように引かれて、その勢いでヤベッチがビートたけしのギャグである「コマネチ!」のポーズを取った。これを引きずったのか「IOC」を「(I)いつまで(O)お前は(C)コマネチ!」の略と大ボケ解答。岡村「恐ろしい結末を迎えてしまいました」と今回が最終回とほのめかすコメント。                                                                                        |
| 1999年9月4日 ハワイ（買い物中）          | 39 | なし                           | コーナー継続でホッとしたのかMr.ヤベッチ、産休明けのスギウラッチに対しセクハラまがいの発言をし岡村激怒。ヤベッチが放送禁止用語を言う前に強制終了。 |
| 1999年10月23日 ハワイ（買い物中）        | 40 | パクセリ                       | Mr.ヤベッチ、ヒマワリに変装して登場。 人名であることはわかったが「パク山先生」と大ボケ解答。 |
| 1999年11月13日 ハワイ（買い物中）        | 41 | アミダラ女王                   | 「スター・ウォーズ」の登場人物であることはわかっていたが（字幕には初の正解と表示）、手に持っている武器（ライトセーバー）を「未来型サーベル」と大ボケ解答。 |
| 2000年1月8日 アフリカ（探検中）          | 42 | ペタジーニ                     | 「20歳ごろペタジーニになって辛かった。痛くて痛くてピリッとしよる」「ペタジーニ病院に気を付けろ!」というぐらい辱めを受ける病気の一種らしい。さらに岡村もピリッとした経験があることが発覚。 |
| 2012年11月3日 ハワイ（下見中）           | 43 | SNS                            | 岡村冒頭で「つけまつける」と言って登場。 「FNS歌謡祭」、「FNS27時間テレビ」と勘違いしてしまい不正解。 |
| 2012年11月3日 ハワイ（下見中）           | 44 | TBS                            | TBSにどんなアナウンサーがいるか聞かれて田中みな実、加藤シルビアを挙げた後に青木裕子の名前を挙げた所で終了。さらに青木がミス慶應を大学1回生の時に受賞し、三田がミスコンを取ったことがないことに関してノロけたところで2度目の終了。 |

## Mr.カトッチ
1999年6月12日放送。ナイナイがめちゃイケに出演出来ない時にナイナイ欠席緊急会議で決定し、矢部の代わりに加藤浩次がMr.カトッチとして登場。司会者は、山本圭一と光浦靖子が担当。山本は広島東洋カープ・佐々岡ネタではいった。カトッチへのお題が当時の彼女の本名だったためキレてしまった上に、当時の彼女の思い出などを暴露したが、ほぼヤバめなので強制終了。なお設定はMr.ヤベッチの映画を見学中という設定である。